# Fali Candé
Fali Candé (* 24. Januar 1998 in Bissau) ist ein guinea-bissauisch-portugiesischer Fußballspieler, der seit 2025 bei der US Sassuolo Calcio in der Serie A unter Vertrag steht.

## Karriere

### Verein
Candé begann seine fußballerische Ausbildung 2009 beim CF Estrela Amadora, ehe er 2011 zum Atlético CP wechselte. Von 2012 bis 2015 spielte er anschließend in der U15 und U17 des Casa Pia AC. Im Anschluss spielte er ein Jahr in Deutschland beim Niendorfer TSV. 2016 wechselte er dann in die Jugendakademie des FC Porto und nur ein Jahr später zu Benfica Lissabon. Während seiner Zeit dort war er jedoch an seinen Exverein Casa Pia AC ausgeliehen und absolvierte dort 13 Spiele für die erste Mannschaft in der dritten portugiesischen Liga. Direkt nach seiner Rückkehr verließ er Benfica und wechselte zum Erstligisten Portimonense SC. In der Saison 2018/19 spielte er bereits einmal in der U23-Mannschaft, stand aber auch schon bei den Profis im Kader. 2019/20 war er Stammspieler beim U23-Team und kam zu 28 Ligaspielen. Sein Debüt mit den Profis gab er am 10. Juni 2020 (26. Spieltag), als er bei einem 2:2-Unentschieden gegen Benfica Lissabon eine Halbzeit lang spielte. Anschließend wurde er auch dort zur Stammkraft und brachte es bis Saisonende noch auf neun Profieinsätze. Am 24. Spieltag der Folgesaison schoss er bei einer knappen 1:2-Niederlage gegen den FC Porto sein erstes Tor für den Verein. Insgesamt beendete er die Spielzeit mit Einsätzen in 23 Partien, wobei er zwei Tore schoss. Bis Ende Januar 2022 kam er wettbewerbsübergreifend zu weiteren 18 Einsätzen und einem Tor für Portimonense.
Anschließend verließ er Portugal erneut und wechselte in die französische Ligue 1 zum FC Metz, die zweieinhalb Millionen Euro für Candé bezahlten. Dort konnte er sich als Stammspieler durchsetzen, stieg mit der Mannschaft jedoch am Saisonende in die Ligue 2 ab. In der folgenden Saison 2022/23 gelang dort der direkte Wiederaufstieg zurück in die erste Liga. In der darauffolgenden Spielzeit erhielt er bereits weniger Einsatzzeit und verlor zu Beginn der Saison 2024/25 seinen Stammplatz, ehe er im Januar 2025 für ein halbes Jahr an den FC Venedig verliehen wurde, wo er zur festen Größe avancierte und alle Spiele über die volle Spielzeit absolvierte. Im Juni 2025 gab Venedig bekannt, dass die Kaufoption für den Verteidiger aktiviert worden war. Bereits zwei Monate später verpflichtete die US Sassuolo Candé.

### Nationalmannschaft
Candé debütierte für die guinea-bissauische A-Nationalmannschaft am 26. März 2021, als man in der Afrika-Cup-Qualifikation 3:1 gegen Eswatini, als er direkt bei seinem Debüt ein Tor vorlegen konnte. Im Januar 2022 nahm er mit seinem Land am Afrika-Cup 2022 teil und spielte bis zum Ausscheiden nach der Gruppenphase jede einzelne Spielminute. Beim Afrika-Cup 2024 kam er erneut in den drei Gruppenspielen zum Einsatz und schied mit der Mannschaft nach der Gruppenphase aus dem Turnier aus.